# Зеленець (Ґостинінський повіт)
Зеленець (пол. Zieleniec) — село в Польщі, у гміні Гостинін Ґостинінського повіту Мазовецького воєводства.
Населення — 132 особи (2011).
У 1975-1998 роках село належало до Плоцького воєводства.

## Демографія
Демографічна структура станом на 31 березня 2011 року:
|          | Загалом | Допрацездатний вік | Працездатний вік | Постпрацездатний вік |
| -------- | ------- | ------------------ | ---------------- | -------------------- |
| Чоловіки | 71      | 17                 | 48               | 6                    |
| Жінки    | 61      | 13                 | 31               | 17                   |
| Разом    | 132     | 30                 | 79               | 23                   |